# Серова, Марина Владимировна
Марина Владимировна Серова (род. 20 мая 1966, Ленинград) — советская фигуристка, тренер. Серебряный призёр чемпионата мира среди юниоров 1981 года и двукратный призёр первенств СССР (бронза 1981 и серебро 1984), серебряный призёр Кубка СССР 1984 года. Мастер спорта СССР (1979).
Занималась и представляла на соревнованиях ленинградский ДСО «Спартак». Тренером спортсменки был Алексей Мишин.
Вышла замуж за фигуриста Юрия Бурейко и после завершения карьеры занялась тренерской деятельностью. Проживая в Ковентри (Англия), тренировала Дженну Маккоркелл, Эллиота Хилтона, Дэвида Ричардсона и Филиппа Харриса.